# Joyce Jameson
Joyce Jameson, född 26 september 1927 i Chicago, Illinois, död 16 januari 1987 i Burbank, Kalifornien, var en amerikansk skådespelare. Hon filmdebuterade som statist i Teaterbåten 1951 och medverkade i filmer och TV-serier fram till 1984. Jameson medverkade som gästskådespelare i många av 1960-talets och 1970-talets kända serier såsom Mannen från UNCLE, Brottsplats: San Francisco och Rockford tar över.

## Filmografi, urval
- 1960 – Ungkarlslyan
- 1962 – En studie i skräck
- 1963 – Komedi i skräck
- 1964 – Har ni sett maken?
- 1966 – Frankie and Johnny
- 1976 – Mannen utanför lagen